# Hotunje
Hotunje – wieś w Słowenii, w gminie Šentjur. W 2018 roku liczyła 293 mieszkańców.